# Denise Biellmann

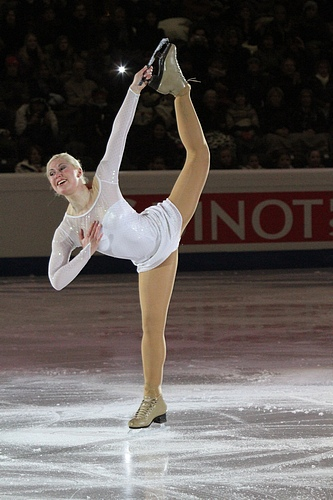
Denise Biellmann in 2011 met de pirouette die naar haar is genoemd.

Denise Biellmann (Zürich, 11 december 1962) is een Zwitserse kunstschaatsster.
In 1981 werd zij Europees en Wereldkampioen kunstschaatsen. Daarnaast werd zij ook drie keer Zwitsers kampioen.
- Gemeinsame Normdatei: 1061971651
- International Standard Name Identifier: 0000 0000 2379 6639
- Library of Congress Control Number: n82051813
- Virtual International Authority File: 77656478
- WorldCat: E39PBJrkYDc6CWxkCtJtWYGrbd